# Liste der Träger des Verdienstordens des Landes Rheinland-Pfalz/2011
Am 30. November 2011 fand im Festsaal der Staatskanzlei die Verleihung des Verdienstordens des Landes Rheinland-Pfalz durch Ministerpräsident Kurt Beck statt. Insgesamt wurden 15 Frauen und Männer geehrt. Stellvertretend für alle Geehrten hielt Hans Wolfgang Spiess, Direktor am Max-Planck-Institut für Polymerforschung, die Dankesrede.
| Ordensträger           | Lebensdaten | Wohnort                        | Wirken                                                                                     |
| ---------------------- | ----------- | ------------------------------ | ------------------------------------------------------------------------------------------ |
| Monika Arnold          |             | Dreikirchen                    |                                                                                            |
| Elisabeth Emmert       |             | Wissen                         |                                                                                            |
| Herbert Jäckel         |             | Oberwesel                      |                                                                                            |
| Knut Jordan            |             | Stadecken-Elsheim              |                                                                                            |
| Kurt Karst             |             | Mainz                          |                                                                                            |
| Horst Kayser           | * 1937      | Lindenberg                     | Ingenieur, Leiter des DGEG-Eisenbahnmuseum Neustadt/Weinstraße                             |
| Monika Kleebauer       |             | Herxheim bei Landau/Pfalz      | Mitglied des Ensembles des Chawwerusch Theater                                             |
| Erwin Pauly            |             | Veitsrodt                      |                                                                                            |
| Dieter Prätzel-Wolters | * 1950      | Stelzenberg                    | Mathematiker, Professor für Technomathematik an der Technischen Universität Kaiserslautern |
| Astrid Sacher          |             | Bad Ems                        |                                                                                            |
| Hans Günter Schumacher |             | Germersheim                    |                                                                                            |
| Sigune von Osten       | 1950–2021   | Bad Münster am Stein-Ebernburg | Opernsängerin (Sopran), Komponistin und Musikkünstlerin                                    |
| Hans Wolfgang Spiess   | * 1942      | Mainz                          | Chemiker, Direktor am Max-Planck-Institut für Polymerforschung                             |
| Joachim Storck         |             | Frankfurt am Main              |                                                                                            |
| Klaus Tschira          | 1940–2015   | Heidelberg                     | Unternehmer                                                                                |